# Liste des sénateurs du Lot
Liste des actuels sénateurs du Lot
- Raphaël Daubet (PRG) depuis 2023
- Jean-Marc Vayssouze-Faure (PS) depuis 2023
  - Sénatoriales 2023 - Publication des candidatures et des résultats aux élections - Lot (46), sur le site du Ministère de l'Intérieur, 24 septembre 2023

## Ve République
- Angèle Préville (SOC) 2017 à 2023
- Jean-Claude Requier (PRG) de 2011 à 2023
- Gérard Miquel de 1992 à 2017
- Jean Milhau de 2008 à 2011
- André Boyer de 1988 à 2008
- Maurice Faure de 1983 à 1988
- Marcel Costes de 1983 à 1992
- Georges Constant de 1974 à 1983
- Gaston Monnerville de 1959 à 1974

## IVe République
- Gaston Monnerville de 1948 à 1959
- Marc Baudru de 1955 à 1959
- Pierre Boudet de 1946 à 1955

## IIIe République
- Louis Garrigou de 1930 à 1940
- René Fontanille de 1920 à 1940
- Joseph Loubet de 1909 à 1940
- Anatole de Monzie de 1920 à 1929
- Jean Cocula de 1901 à 1915
- Jean Costes de 1901 à 1906
- Émile Rey de 1906 à 1920
- Amédée Delport en 1900
- Joseph Pauliac de 1891 à 1906 et en 1909
- Léon Talou de 1897 à 1900
- Henri de Verninac-Saint-Maur de 1883 à 1901
- Eloi Béral de 1883 à 1897 et de 1906 à 1908
- François Roques de 1879 à 1882
- Paul Delord de 1879 à 1883
- François Certain de Canrobert de 1876 à 1879
- Octave Depeyre de 1876 à 1879